# Wim Jonk
Wilhelmus ("Wim") Maria Jonk (Volendam, 1966. október 12. –) holland labdarúgó, korábban a holland labdarúgó-válogatott tagja is volt.

## Pályafutása
Jonk egy amatőr csapatban, az RKAV Volendamban kezdte pályafutását, majd 1986-ban a profi klub, az FC Volendam szerződtette le. Középpályásként sok góljával hozzásegítette a csapatot az első osztályba kerüléshez 1987-ben. Ezután felfedezte őt az Ajax, ahová 1988-ban igazolt.

## Külső hivatkozások
- Wim Jonk profilja és statisztikái a Wereld van Oranje-en (hollandul)